# Cerámica prehistórica de Menorca

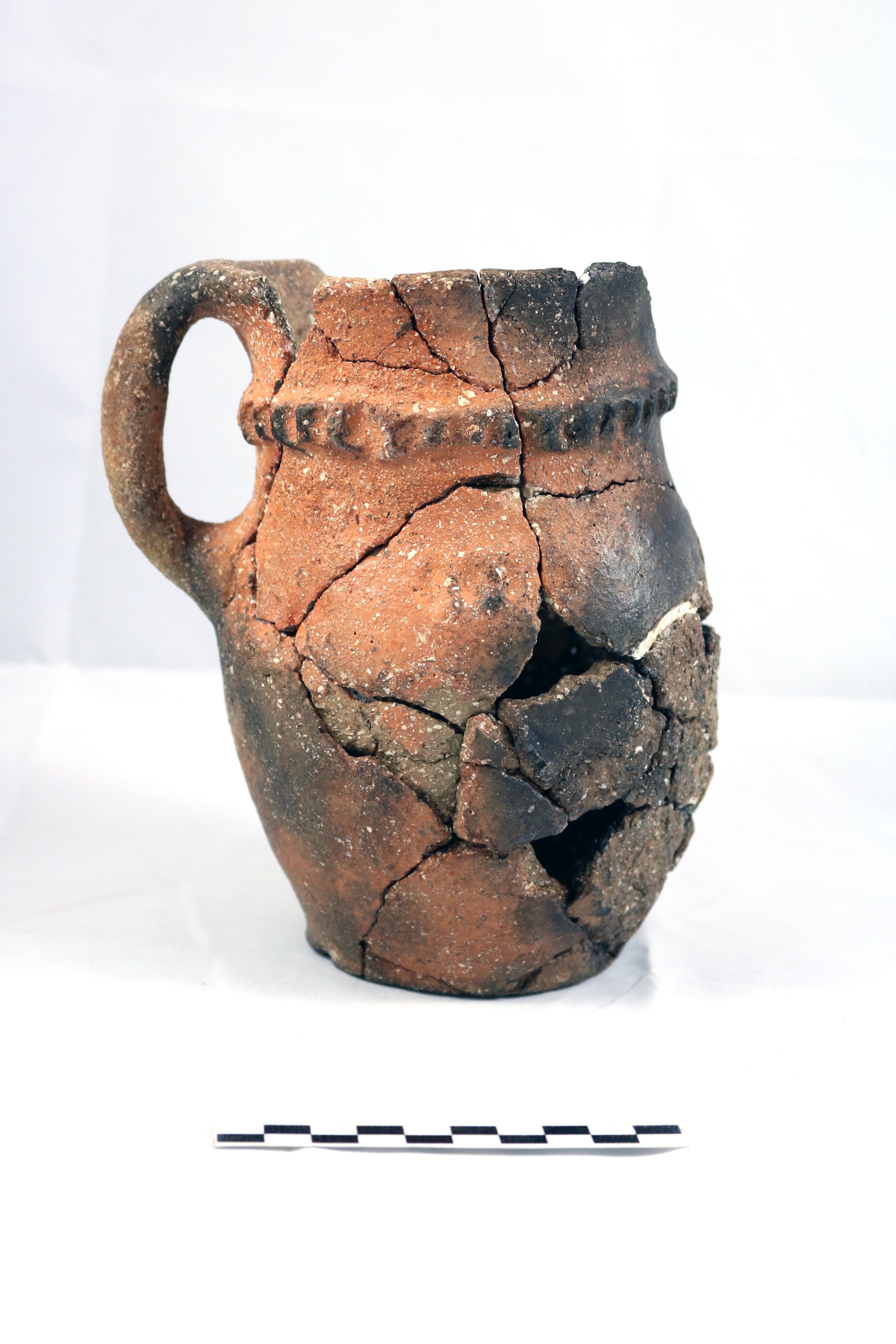
Jarra del talayótico final documentada en el patio delantero del Círculo 6 de Torre d'en Galmés (Alayor, Menorca). Museo de Menorca

La cerámica prehistórica de Menorca es un tipo de producción alfarerera formada por todos aquellos objetos cerámicos que se produjeron en la isla de Menorca entre la llegada de los primeros humanos, alrededor del 2300 aC, y la romanización, a partir del 123 a. C. Estas vasijas presentan unas características que los diferencian de las producciones cerámicas de otros lugares.

## Historia de las investigaciones
A pesar de que no ha habido estudios globales sobre el tema de la cerámica, el hecho que haya varios estudios de cerámica incluidos dentro de las memorias de excavaciones arqueológicas ha permitido elaborar una clasificación y un estudio incipiente de la cerámica en época prehistórica en Menorca.
Este tema ya lo trataron Vives Escudero y Hernández Mora a principios del siglo XX con la intención de crear una visión de conjunto de las cerámicas talayóticas. Esta tarea fue retomada a finales de siglo por varios investigadores a raíz de la gran cantidad de excavaciones arqueológicas que se realizaron en diferentes yacimientos y publicando sus resultados (Plantalamor, 1991; Plantalamor y López, 1983; Rosselló-Bordoy, 1980; Fernández-Miranda, 1979; Plantalamor, 1976; Rita, 1981; Veny, 1976).
Posteriormente toda esta información se recogió y publicó conjuntamente en el volumen dedicado a la arqueología en la Enciclopedia de Menorca. Se realizó un trabajo de síntesis, utilizando en parte la información de la isla de Mallorca donde el tema de la cerámica tuvo un mayor interés por parte de los investigadores. El trabajo de la Enciclopedia se sigue utilizando hoy en día para clasificar la cerámica pretalayótica y talayótica. Se habla de las pastas cerámicas y del estudio de las formas en los diferentes periodos. A pesar de este magnífico estudio, el tema de la cerámica talayótica sigue en constante investigación a falta de realizar un auténtico estudio de sistematización y clasificación.

## La cerámica pretalayótica

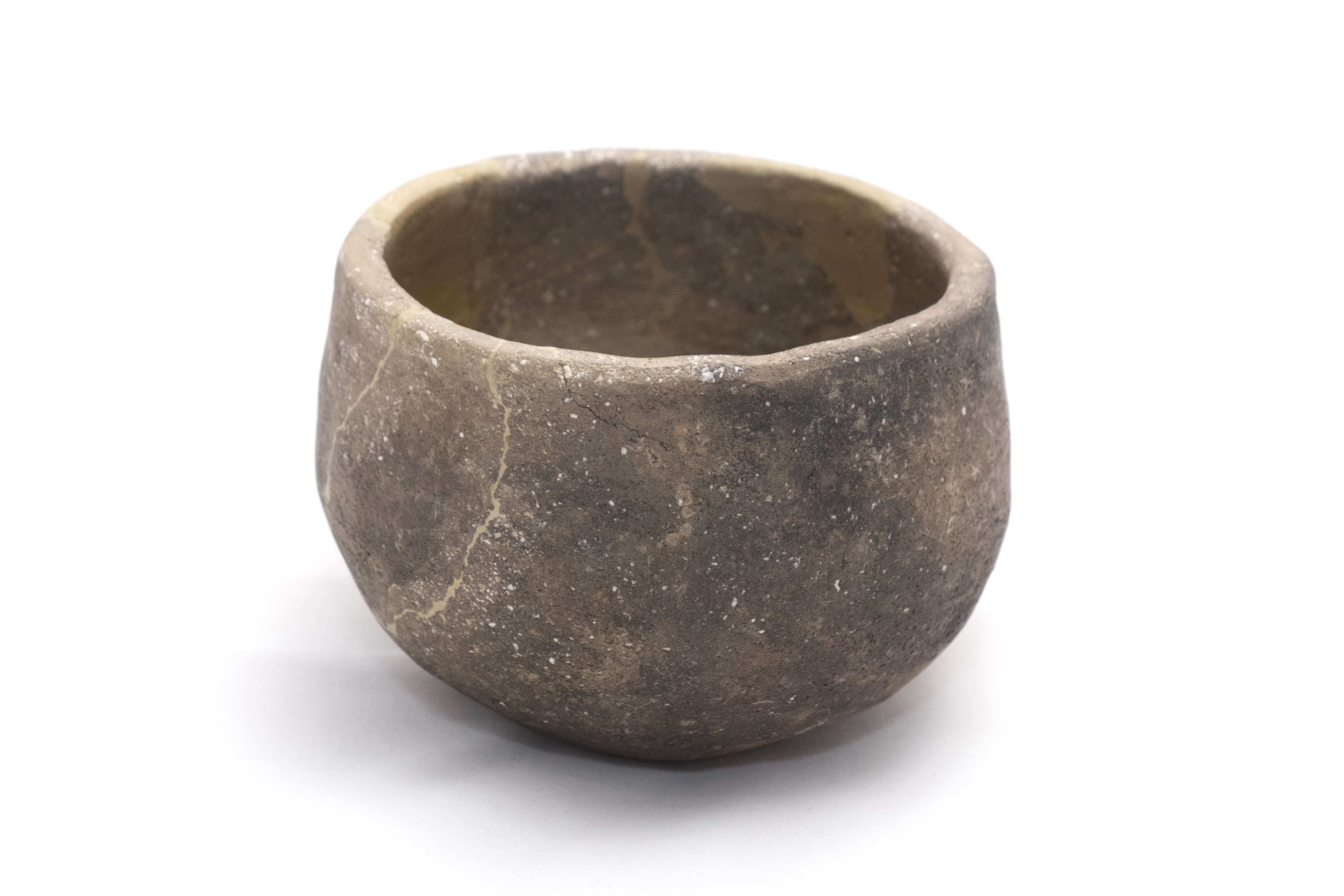
Bol pretalayótico documentado en el sepulcro megalítico de Ses Roques Llises (Alayor, Menorca). Museo de Menorca.

La cerámica pretalayótica se produce desde la llegada de los primeros pobladores hasta el momento de abandono de las comunidades naviformes. En este momento se documenta una clara homogeneidad entre las producciones producidas en Menorca y las de Mallorca, hecho que plantea el fuerte vínculo entre las comunidades de ambas islas.
Siguiendo la clasificación elaborada en la Enciclopedia de Menorca, las formas cerámicas dentro de este periodo cultural son:
- Boles de forma esférica con las paredes bombeadas hacia el interior o abiertas hacia el exterior.
- Vasos troncocónicos de paredes rectas o bombeadas (con decoración incisa).
- Vasos globulares con borde recto o girado hacia el exterior.
- Globular con asas agujereadas de forma general y de boca reducida.
- Globulares carenadas, que son vasos globulares con una carena en el punto de unión entre el cuerpo y la boca.
- Globulares de borde abierto o forma de tulipán
- Horgen.

La pasta de estas cerámicas pretalayóticas acostumbra a tener una coloración grisácea, con tonalidades marrón. El desengrasante puede ser muy fino o de dimensiones más considerables dependiendo de la pieza, cuanto mayor es, más grandes son las partículas, ahora bien la gran mayoría responde a tipología calcárea.

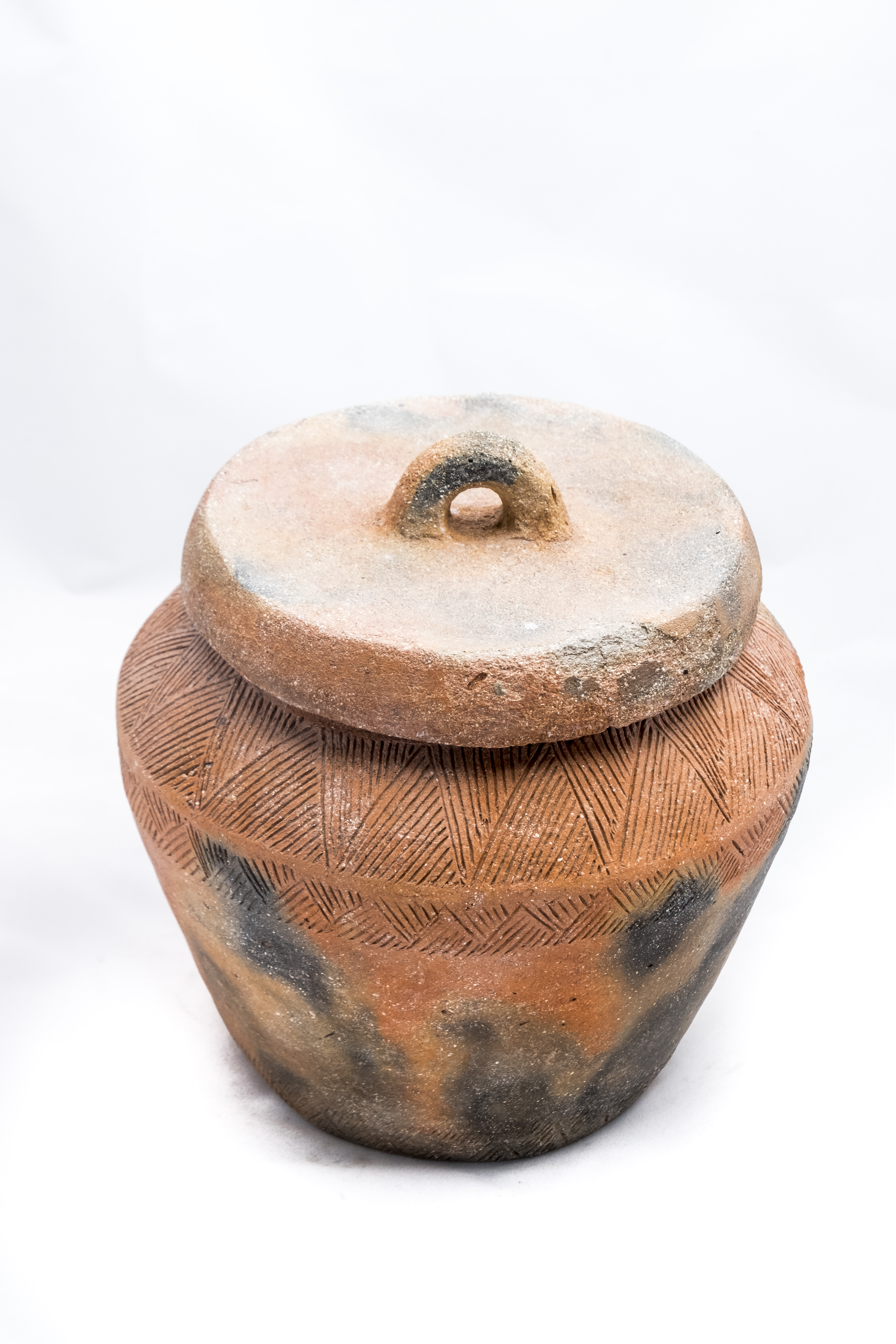
Vaso con tapadera de Torre d'en Galmés (Alayor, Menorca). Museo de Menorca.

## Cerámica talayótica

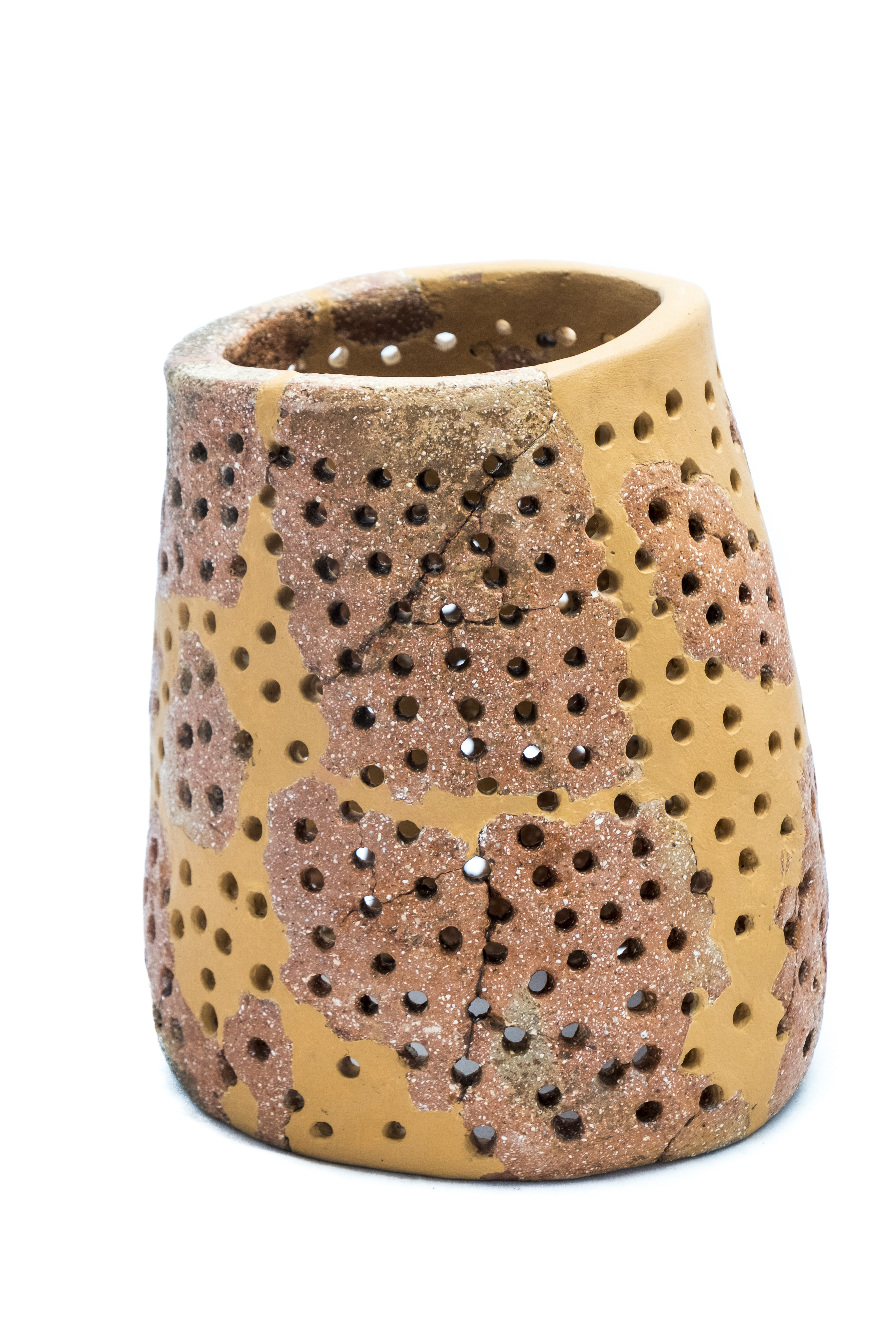
Quesera de cerámica talayótica del poblado talayótico de Biniparratxet (Sant Lluís, Menorca). Museo de Menorca.

La cerámica talayótica se produce desde finales del primer milenio hasta la llegada de los romanos en las Baleares en el 123 a. C. Debido al número más grande de excavaciones realizadas en asentamientos de este periodo cultural se conoce más que la cerámica pretalayótica. Durante todo este largo periodo, que englobaría la etapa propiamente talayótica y el talayótico final o posttalayótico, se detectan cambios sustanciales, sobre todo en el momento en el cual se incrementa el contacto con el mundo púnico a partir del siglo V a. C.. En este momento aparecen producciones realizadas con pastas talayóticas que imitan formas del mundo clásico. Hay que recordar que en este segundo periodo cultural se sigue sin conocer el torno y la cerámica se produce a mano.
Según la clasificación de la Enciclopedia de Menorca, las formas cerámicas más documentadas al periodo talayótico son:
- Ánfora pitoide: urnas de grandes dimensiones y cuello diferenciado.
- Ollas carenadas: a veces de grandes dimensiones y base plana con perfil troncocónico.
- Ollas globulares de cuello diferenciado.
- Vasitos globulares de cuello diferenciado.
- Cazuela troncocónica.
- Copa de perfil troncocónico, con pie diferenciado y boca de sección generalmente triangular.
- Ollas globulares de boca ancha.
- Vasitos troncocónicos.
- Vasos de perfil toneliforme o formas de bota.
- Vasitos con asas laterales perforadas.
- Pebeteros.

La pasta de la cerámica talayótica presenta tonalidades diferentes que van desde el color negro al rojo (puede ser en una misma pieza) y el desengrasante calcáreo suele ser más grande que en las cerámicas pretalayóticas.
A diferencia de las piezas de la fase anterior, en las cerámicas talayóticas son habituales las decoraciones a base de líneas incisas paralelas, que forman motivos en forma de espiga y otras formas abstractas. En algunos casos excepcionales se ha conservado decoración pintada, que muestra motivos parecidos a la decoración incisa.

## Técnica y producción
A pesar del gran número de restos cerámicos documentados en las excavaciones arqueológicas de los asentamientos pretalayóticos y talayóticos, es poca la información sobre la producción de las cerámicas en este periodo cultural.

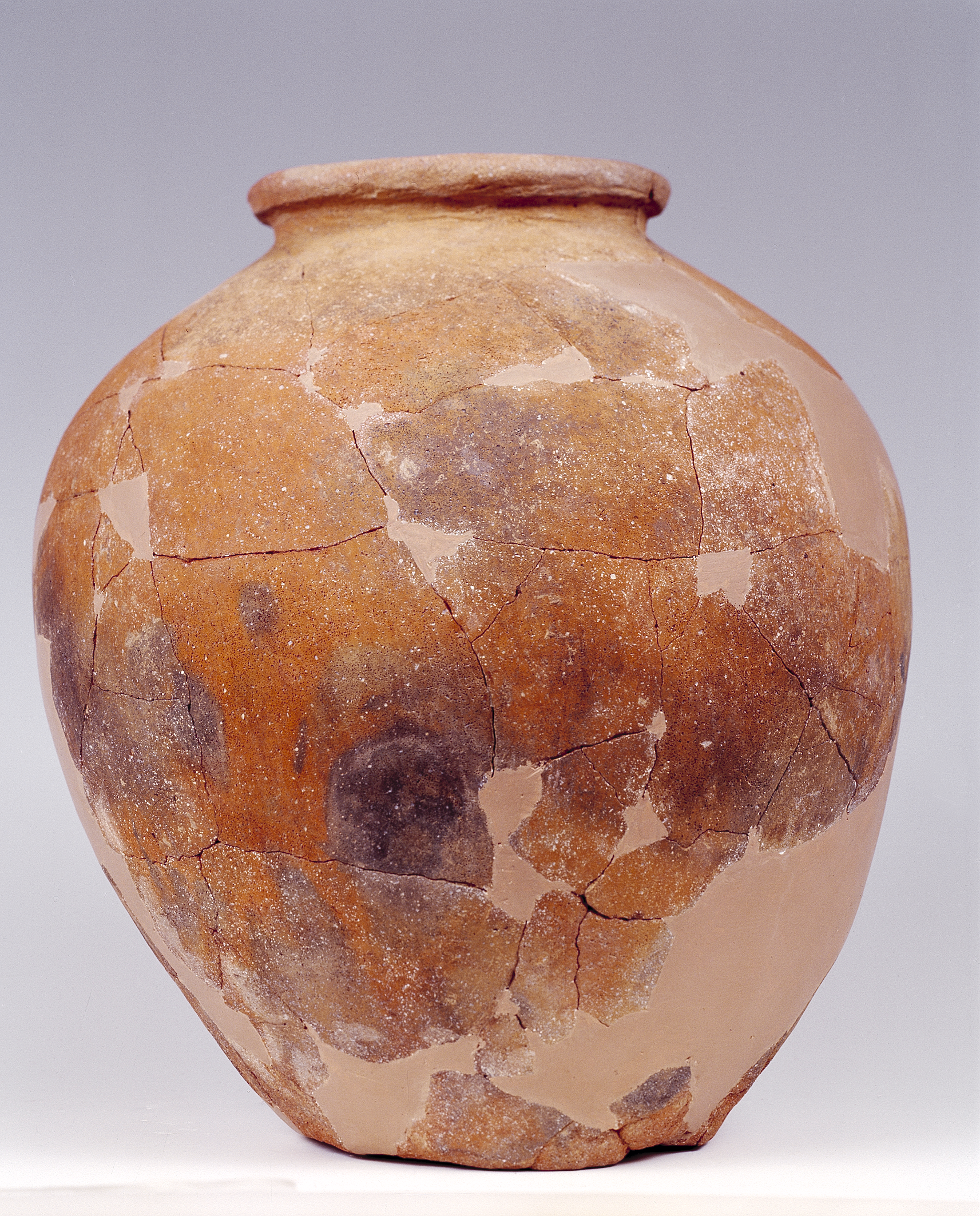
Contenedor talayótico de So Na Caçana (Alayor, Menorca). Museo de Menorca

Lo primero que hay que destacar es que la cerámica prehistórica de Menorca está hecha a mano. Los pobladores de la isla no conocían el torno hasta la llegada de los romanos, lo más probable es que se utilizaran piezas móviles de madera o piedra para producir las cerámicas. 

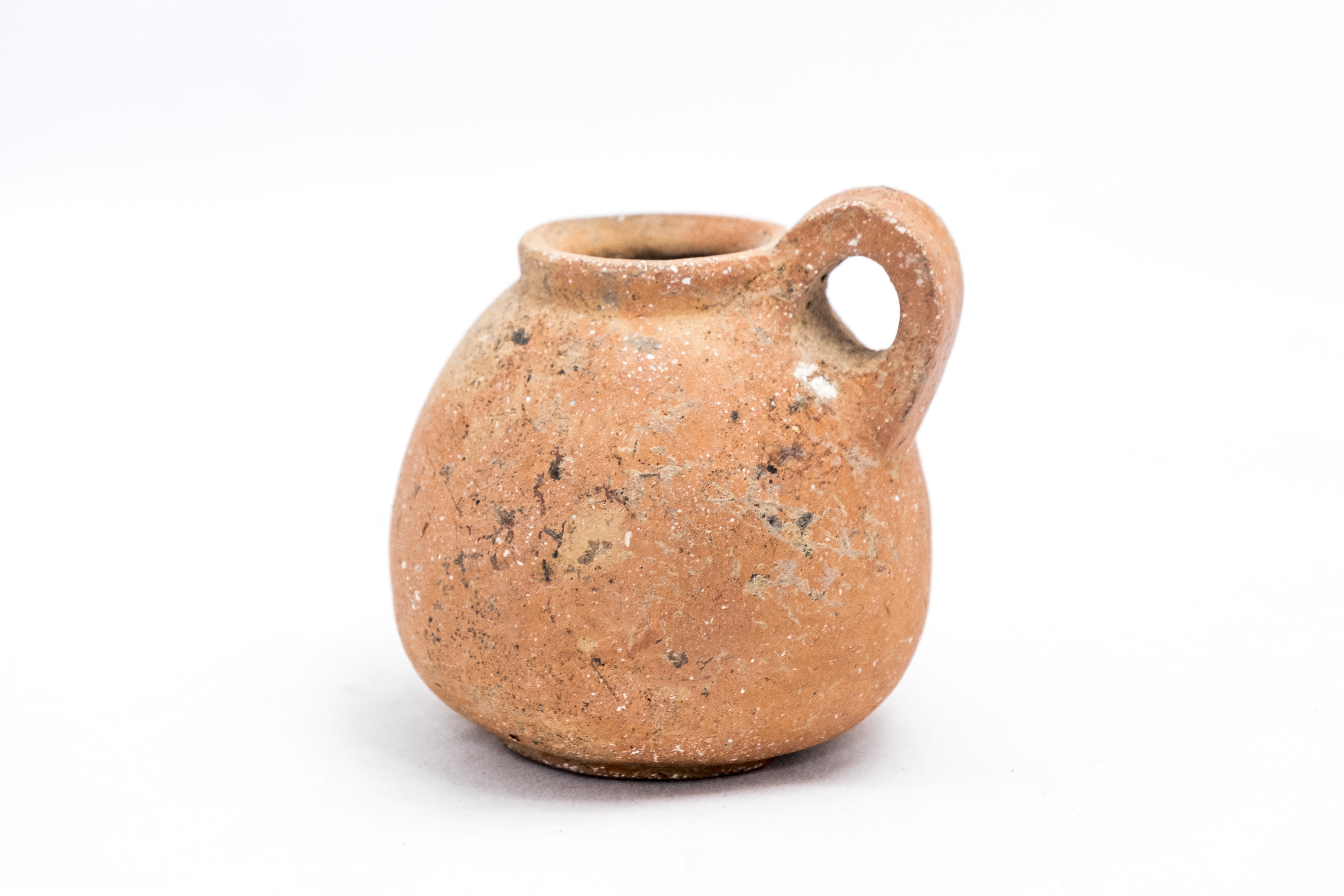
Jarrita del talayótico final hallada en Trepucó (Mahón, Menorca). Museo de Menorca

Por los fragmentos y piezas recuperados en las excavaciones, parece que la principal técnica de producción sería la llamada de “churros”, sobre todo en las piezas de mayores dimensiones, a pesar de que sería posible que se utilizara además una especie de molde/guía hecho a partir de ramas para mantener la forma de la cerámica. Una vez seca se podían sacar sin ningún problema. La mayoría de piezas presentan un acabado realizado con la técnica del bruñido y/o del espatulado.
Por último, resulta bastante curioso que no se haya detectado arqueológicamente ningún rastro del lugar donde se producían estas cerámicas; lo que podríamos denominar taller, donde encontraríamos el lugar de cocción y los posibles restos de malas cocciones, etc. Las diferentes tonalidades (del negro al rojo) que presentan los recipientes, en la época pretalayótica y en la talayótica nos indica una cocción fuera de horno donde  las piezas recibieron más oxígeno en unas zonas (creando tonalidades rojizas) que en otras (creando tonalidades más negras); este hecho se produce cuando la cerámica se cuece en lugares que no son hornos propiamente dichos. Lo probable es que la cerámica prehistórica de Menorca se cociera en agujeros al aire libre.